# Himatolabus
Himatolabus es un género de gorgojos de la familia Attelabidae. En 1860 Jekel describió el género. Esta es la lista de especies que lo componen:
- Himatolabus axillaris (Gyllenhal, 1839)
- Himatolabus burleyi Hamilton, 1992
- Himatolabus chujoi
- Himatolabus coloradoensis
- Himatolabus cupreus
- Himatolabus maculatus
- Himatolabus nudus Hamilton, 1992
- Himatolabus pubescens (Say, 1826)
- Himatolabus rhois (Boheman, 1829)
- Himatolabus rudis (Boheman 1845)
- Himatolabus subpilosus
- Himatolabus umbosis Hamilton, 1992
- Himatolabus vestitus (Gyllenhal, 1839)
- Himatolabus vinosus
- Himatolabus viometallicus Hamilton, 1992
- Himatolabus vogti Hamilton, 1992